# Novara Calcio 2013-2014
Questa voce raccoglie le informazioni riguardanti il Novara Calcio nelle competizioni ufficiali della stagione 2013-2014.

## Stagione
Nella stagione 2013-2014 il Novara disputa il trentunesimo campionato di Serie B della sua storia, raccoglie 44 punti con il quart'ultimo posto. Per salvarsi ha una sola possibilità, superare nel doppio confronto del Play-out il Varese, quint'ultimo in campionato, ma perde in casa (0-2) e pareggia a Varese (2-2), retrocedendo in Prima Divisione. Per evitare di perdere la categoria, sulla panchina novarese si sono alternati tre tecnici, senza riuscire nell'intento. Gli azzurri hanno raccolto 21 punti nel girone di andata e 23 nel girone di ritorno. L'argentino Pablo Andres Gonzalez con 9 reti è stato il miglior realizzatore stagionale del Novara, delle quali 3 in Coppa e 6 in campionato, mentre in campionato il romano Marco Sansovini arrivato nel mercato invernale dallo Spezia, con 8 reti è stato il più prolifico degli attaccanti, seguito da Raffaele Rubino con 7 centri. Nella Coppa Italia il Novara supera nel secondo turno (3-0) il Grosseto, poi nel secondo turno lascia il torneo, superato (1-3) dal Sassuolo dopo i tempi supplementari.

## Divise e sponsor
Il fornitore ufficiale di materiale tecnico per la stagione 2013-2014 è stato Joma, mentre lo sponsor di maglia è stato Banca Popolare di Novara.
| 1ª divisa | 2ª divisa | 3ª divisa |

## Organigramma societario
Area direttiva
- Presidente: Carlo Accornero
- Vicepresidente esecutivo e Amministratore delegato: Massimo De Salvo
- Direttore generale: Luca Faccioli (fino al 7 giugno 2014)[1]
- Direttore sportivo: Luca Cattani (fino al 18 novembre 2013)[2], poi Fabrizio Larini[3] (fino al 7 giugno 2014)[1]
- Responsabile scouting: Dario Rossi
- Segretari sportivi: Emanuela Lubian e Paolo Morganti
- Addetto agli arbitri: Emiliano Gallione
- Segretari amministrativi: Lorella Matacera e Marisa Parmigiani
- Responsabile settore giovanile: Mauro Borghetti
- Amministrazione, finanza e controllo: Angela Zucca

Area tecnica
- Allenatore: Alfredo Aglietti, poi dal 18 novembre 2013 Alessandro Calori[4], poi dal 16 febbraio 2014 nuovamente Alfredo Aglietti[5], infine dal 7 giugno 2014 Giacomo Gattuso[1]
- Allenatore in seconda: Simone Masi, poi dal 18 novembre 2013 Alberto Maresi[4], poi dal 16 febbraio 2014 nuovamente Simone Masi
- Preparatore dei portieri: Alessandro Mannini, poi dal 18 novembre 2013 Giacomo Violini[4], poi dal 16 febbraio 2014 nuovamente Alessandro Mannini
- Collaboratore: Carlo Perrone
- Preparatori atletici: Marco Caser e Daniele Sorbello, poi dal 18 novembre 2013 Maurizio Di Renzo[4], poi dal 16 febbraio 2014 nuovamente Marco Caser e Daniele Sorbello
- Collaboratori: Matteo Centurioni ed Edoardo Renosto, Mauro Borghetti (dal 7 giugno 2014)
- Team Manager: Matteo Perazzini

Area sanitaria
- Responsabile sanitario: Gianfranco Albertini
- Medico sociale: Giorgio Fortina
- Massofisioterapisti: Lorenzo De Mani ed Eugenio Piccoli
- Riabilitatore: Gian Mario Foglia

## Rosa
Rosa aggiornata al 3 settembre 2013.
| N. |                       | Ruolo | Calciatore                       |
| -- | --------------------- | ----- | -------------------------------- |
| 1  | Slovacchia (bandiera) | P     | Tomáš Košický                    |
| 2  | Italia (bandiera)     | D     | Romano Perticone                 |
| 3  | Grecia (bandiera)     | D     | Ioannis Potouridis               |
| 4  | Italia (bandiera)     | C     | Paolo Faragò                     |
| 5  | Italia (bandiera)     | D     | Carlalberto Ludi (vice capitano) |
| 6  | Italia (bandiera)     | C     | Daniele Buzzegoli                |
| 7  | Francia (bandiera)    | A     | Matthias Lepiller                |
| 8  | Italia (bandiera)     | C     | Francesco Marianini              |
| 9  | Italia (bandiera)     | A     | Raffaele Rubino (capitano)       |
| 10 | Grecia (bandiera)     | C     | Georgos Katidis                  |
| 11 | Italia (bandiera)     | A     | Gianmario Comi                   |
| 11 | Italia (bandiera)     | D     | Alessandro Crescenzi             |
| 12 | Italia (bandiera)     | P     | Lorenzo Montipò                  |
| 13 | Italia (bandiera)     | D     | Francesco Vicari                 |
| 14 | Italia (bandiera)     | C     | Marco Rigoni                     |
| 15 | Svezia (bandiera)     | A     | Filip Pivkovski                  |
| 16 | Italia (bandiera)     | D     | Alessandro Bastrini              |
| 17 | Italia (bandiera)     | D     | Valerio Nava                     |
| 18 | Italia (bandiera)     | A     | Marco Sansovini                  |
| 19 | Argentina (bandiera)  | A     | Pablo Andrés González            |

| N. |                      | Ruolo | Calciatore             |
| -- | -------------------- | ----- | ---------------------- |
| 20 | Italia (bandiera)    | C     | Flavio Lazzari         |
| 21 | Italia (bandiera)    | C     | Francesco Parravicini  |
| 22 | Argentina (bandiera) | P     | Alan Ezequiel Martinez |
| 23 | Italia (bandiera)    | C     | Simone Pesce           |
| 24 | Serbia (bandiera)    | D     | Uroš Radaković         |
| 25 | Italia (bandiera)    | D     | Daniele Mori           |
| 26 | Francia (bandiera)   | C     | Gaël Genevier          |
| 27 | Italia (bandiera)    | D     | Simone Salviato        |
| 28 | Italia (bandiera)    | A     | Jacopo Manconi         |
| 30 | Svizzera (bandiera)  | A     | Zoran Josipovic        |
| 31 | Italia (bandiera)    | A     | Pietro Iemmello        |
| 31 | Italia (bandiera)    | D     | Alessandro Lambrughi   |
| 32 | Uruguay (bandiera)   | C     | Jorge Andrés Martínez  |
| 33 | Italia (bandiera)    | P     | Luca Tomasig           |
| 37 | Serbia (bandiera)    | D     | Petar Golubović        |
| 38 | Italia (bandiera)    | C     | Simon Laner            |
| 40 | Senegal (bandiera)   | A     | Moustapha Beye         |
| 41 | Italia (bandiera)    | A     | Lorenzo Dickmann       |
|    | Brasile (bandiera)   | D     | Neuton                 |

## Calciomercato

### Sessione estiva(dall'1/7 al 31/8)
| Acquisti | Acquisti              | Acquisti   | Acquisti      |
| R.       | Nome                  | da         | Modalità      |
| -------- | --------------------- | ---------- | ------------- |
| P        | Luca Tomasig          | Reggiana   | definitivo    |
| D        | Daniele Mori          | Udinese    | prestito      |
| D        | Valerio Nava          | Atalanta   | prestito      |
| D        | Ioannis Potouridis    | Olympiacos | definitivo    |
| D        | Simone Salviato       | Livorno    | definitivo    |
| C        | Gaël Genevier         | Siena      | prestito      |
| C        | Giōrgos Katidīs       | AEK        | definitivo    |
| C        | Jorge Andrés Martínez | Juventus   | prestito      |
| C        | Marco Rigoni          | Genoa      | fine prestito |
| A        | Luca Artaria          | Pro Patria | fine prestito |
| A        | Gianmario Comi        | Milan      | prestito      |
| A        | Pietro Iemmello       | Spezia     | prestito      |
| A        | Zoran Josipovic       | Juventus   | prestito      |

| Cessioni | Cessioni             | Cessioni         | Cessioni      |
| R.       | Nome                 | a                | Modalità      |
| -------- | -------------------- | ---------------- | ------------- |
| P        | Francesco Bardi      | Inter            | fine prestito |
| D        | Masahudu Alhassan    | Udinese          | fine prestito |
| D        | Riccardo Colombo     |                  | svincolato    |
| D        | Alessandro Crescenzi | Roma             | fine prestito |
| D        | Luca Ghiringhelli    | Milan            | fine prestito |
| D        | Andrea Lisuzzo       | Milan            | definitivo    |
| C        | Ahmed Barusso        | Genoa            | fine prestito |
| C        | Nicolò Bianchi       | Monza            | prestito      |
| C        | Simone Branca        | Südtirol         | definitivo    |
| C        | Bruno Fernandes      | Udinese          | definitivo    |
| C        | Lorenzo Galassi      | Viareggio        | prestito      |
| C        | Luigi Giorgi         | Atalanta         | definitivo    |
| A        | Alain Baclet         | Casertana        | prestito      |
| C        | Emanuel Gigliotti    | Boca Juniors     | definitivo    |
| A        | Alberto Libertazzi   | Pro Vercelli     | prestito      |
| A        | Agon Mehmeti         | Palermo          | fine prestito |
| A        | Simone Motta         |                  | svincolato    |
| A        | Haris Seferović      | Fiorentina       | fine prestito |
| A        | Ivan Vălčanov        | Chavdar Etropole | fine prestito |

### Sessione invernale(dal 3/1 al 31/1)
| Acquisti | Acquisti             | Acquisti | Acquisti |
| R.       | Nome                 | da       | Modalità |
| -------- | -------------------- | -------- | -------- |
| D        | Alessandro Crescenzi | Roma     | prestito |
| D        | Alessandro Lambrughi | Livorno  | prestito |
| D        | Petar Golubović      | Roma     | prestito |
| D        | Uroš Radaković       | Bologna  | prestito |
| C        | Simon Laner          | Verona   | prestito |
| A        | Marco Sansovini      | Spezia   | prestito |

| Cessioni | Cessioni            | Cessioni        | Cessioni      |
| R.       | Nome                | a               | Modalità      |
| -------- | ------------------- | --------------- | ------------- |
| D        | Alessandro Bastrini | Cagliari        | prestito      |
| D        | Daniele Mori        | Udinese         | fine prestito |
| D        | Simone Salviato     | Pescara         | prestito      |
| A        | Gianmario Comi      | Virtus Lanciano | prestito      |
| A        | Pietro Iemmello     | Spezia          | fine prestito |

## Risultati

### Serie B

#### Girone di andata
| Arbitro: | Ciampi (Roma) |

|                                       |           |            |
| Castaldo 41’ (rig.) D. Zappacosta 50’ | Marcatori | 86’ Faragò |

| Arbitro: | Cervellera (Taranto) |

|                         |           |              |
| F. Lazzari 49’ Comi 90’ | Marcatori | 71’ Pulzetti |

| Arbitro: | Di Bello (Brindisi) |

|                     |           |              |
| And. Caracciolo 26’ | Marcatori | 59’ González |

| Arbitro: | Fabbri (Ravenna) |

|                      |           |  |
| Buzzegoli 49’ (rig.) | Marcatori |  |

| Arbitro: | Ghersini (Genova) |

|                 |           |                       |
| Fischnaller 71’ | Marcatori | 28’ (aut.) G. Colucci |

| Arbitro: | Aureliano (Bologna) |

|                           |           |                                |
| Iemmello 38’ González 42’ | Marcatori | 23’ Pecorini 55’ A. Donnarumma |

| La Spezia 28 settembre 2013, ore 15:00 CEST 7ª giornata | Spezia                            | 0 – 0 referto | Novara | Stadio Alberto Picco\| Arbitro: \| Candussio (Cervignano del Friuli) \| |
| Arbitro:                                                | Candussio (Cervignano del Friuli) |               |        |                                                                         |

| Arbitro: | Manganiello (Pinerolo) |

|  |           |                                   |
|  | Marcatori | 11’ Troest 29’ Minotti 90’ Turchi |

| Arbitro: | Maresca (Napoli) |

|             |           |  |
| Sgrigna 35’ | Marcatori |  |

| Arbitro: | Abbattista (Molfetta) |

|                                                     |           |  |
| Antenucci 26’, 42’ Nolè 71’ Ceravolo 83’ Farkaš 88’ | Marcatori |  |

| Arbitro: | Roca (Foggia) |

|            |           |              |
| Rubino 89’ | Marcatori | 28’ Cascione |

| Arbitro: | Chiffi (Padova) |

|                               |           |                     |
| Abruzzese 9’ Bernardeschi 72’ | Marcatori | 11’, 69’ F. Lazzari |

| Arbitro: | Pasqua (Tivoli) |

|                         |           |                          |
| Rubino 57’ Lepiller 76’ | Marcatori | 21’, 35’ (rig.) Jonathas |

| Arbitro: | La Penna (Roma) |

|                          |           |            |
| M. Mancosu 60’ Basso 82’ | Marcatori | 31’ Rubino |

| Novara 22 novembre 2013, ore 20:30 CET 15ª giornata | Novara           | 0 – 0 referto | Pescara | Stadio Silvio Piola\| Arbitro: \| Pinzani (Empoli) \| |
| Arbitro:                                            | Pinzani (Empoli) |               |         |                                                       |

| Arbitro: | Pairetto (Nichelino) |

|                  |           |              |
| Belotti 45’, 90’ | Marcatori | 52’ González |

| Arbitro: | Abbattista (Molfetta) |

|            |           |  |
| Rubino 14’ | Marcatori |  |

| Arbitro: | Nasca (Bari) |

|                |           |                       |
| Di Carmine 70’ | Marcatori | 44’ Faragò 66’ Rubino |

| Arbitro: | Mariani (Aprilia) |

|  |           |              |
|  | Marcatori | 9’ Maccarone |

| Arbitro: | Di Paolo (Avezzano) |

|               |           |            |
| Tremolada 89’ | Marcatori | 90’ Faragò |

| Arbitro: | Chiffi (Padova) |

|  |           |               |
|  | Marcatori | 51’ Sciaudone |

#### Girone di ritorno
| Arbitro: | Baracani (Firenze) |

|                             |           |               |
| M. Rigoni 59’ Sansovini 86’ | Marcatori | 31’ Galabinov |

| Arbitro: | Pasqua (Tivoli) |

|            |           |  |
| Rosina 24’ | Marcatori |  |

| Arbitro: | Pinzani (Empoli) |

|            |           |                                |
| Rubino 67’ | Marcatori | 45’ And. Caracciolo 59’ Grossi |

| Arbitro: | Ostinelli (Como) |

|                 |           |  |
| Iori 67’ (rig.) | Marcatori |  |

| Arbitro: | Gavillucci (Latina) |

|               |           |  |
| Sansovini 28’ | Marcatori |  |

| Arbitro: | Mariani (Aprilia) |

|                                |           |                                  |
| Coralli 72’ (rig.) Surraco 90’ | Marcatori | 77’ (rig.), 79’ (rig.) Sansovini |

| Arbitro: | Pairetto (Nichelino) |

|                          |           |  |
| Sansovini 24’ Faragò 77’ | Marcatori |  |

| Arbitro: | Abbattista (Molfetta) |

|                      |           |            |
| Gatto 28’ Turchi 86’ | Marcatori | 52’ Rubino |

| Arbitro: | Bruno (Torino) |

|                      |           |  |
| Buzzegoli 62’ (rig.) | Marcatori |  |

| Arbitro: | Minelli (Varese) |

|               |           |             |
| Sansovini 15’ | Marcatori | 14’ Gavazzi |

| Arbitro: | Di Paolo (Avezzano) |

|                             |           |  |
| Marilungo 56’ Rodríguez 76’ | Marcatori |  |

| Arbitro: | Ghersini (Genova) |

|             |           |                |
| Manconi 16’ | Marcatori | 47’ De Giorgio |

| Arbitro: | Borriello (Mantova) |

|                                                      |           |               |
| Jonathas 51’ Ristovski 70’ Viviani 76’ Jefferson 87’ | Marcatori | 84’ Sansovini |

| Arbitro: | Baracani (Firenze) |

|                                   |           |              |
| Ludi 3’ Manconi 24’ M. Rigoni 82’ | Marcatori | 90’ Nizzetto |

| Pescara 25 aprile 2014, ore 20:30 CEST 36ª giornata | Pescara       | 0 – 0 referto | Novara | Stadio Adriatico\| Arbitro: \| Ciampi (Roma) \| |
| Arbitro:                                            | Ciampi (Roma) |               |        |                                                 |

| Arbitro: | Manganiello (Pinerolo) |

|  |           |             |
|  | Marcatori | 42’ Vázquez |

| Arbitro: | Gavillucci (Latina) |

|                              |           |               |
| Babacar 13’, 59’ Signori 49’ | Marcatori | 15’ Sansovini |

| Arbitro: | Ostinelli (Como) |

|                   |           |  |
| González 21’, 90’ | Marcatori |  |

| Arbitro: | Merchiori (Ferrara) |

|                                 |           |               |
| Tavano 38’, 45’ Mch'edlidze 79’ | Marcatori | 20’ M. Rigoni |

| Novara 24 maggio 2014, ore 18:00 CEST 41ª giornata | Novara                            | 0 – 0 referto | Varese | Stadio Silvio Piola\| Arbitro: \| Candussio (Cervignano del Friuli) \| |
| Arbitro:                                           | Candussio (Cervignano del Friuli) |               |        |                                                                        |

| Arbitro: | Mariani (Aprilia) |

|                                               |           |              |
| Çani 62’, 74’ Polenta 82’ (rig.) Beltrame 86’ | Marcatori | 50’ González |

### Play-out

#### Finali
| Arbitro: | Di Bello (Brindisi) |

|  |           |                    |
|  | Marcatori | 26’, 63’ Pavoletti |

| Arbitro: | Merchiori (Ferrara) |

|                   |           |                   |
| Pavoletti 6’, 59’ | Marcatori | 53’, 54’ González |

### Coppa Italia

#### Secondo turno
| Arbitro: | Ostinelli (Como) |

|                             |           |  |
| González 9’ Faragò 41’, 79’ | Marcatori |  |

#### Terzo turno
| Arbitro: | Peruzzo (Schio) |

|          |           |                                      |
| Comi 53’ | Marcatori | 2’ Laribi 110’ Pavoletti 119’ Farias |

## Statistiche

### Statistiche di squadra
| Competizione | Punti | In casa | In casa | In casa | In casa | In casa | In casa | In trasferta | In trasferta | In trasferta | In trasferta | In trasferta | In trasferta | Totale | Totale | Totale | Totale | Totale | Totale | DR  |
| Competizione | Punti | G       | V       | N       | P       | Gf      | Gs      | G            | V            | N            | P            | Gf           | Gs           | G      | V      | N      | P      | Gf     | Gs     | DR  |
| ------------ | ----- | ------- | ------- | ------- | ------- | ------- | ------- | ------------ | ------------ | ------------ | ------------ | ------------ | ------------ | ------ | ------ | ------ | ------ | ------ | ------ | --- |
| Serie B      | 44    | 21      | 9       | 7       | 5       | 23      | 18      | 21           | 1            | 7            | 13           | 17           | 40           | 42     | 10     | 14     | 18     | 40     | 58     | -18 |
| Play-out     |       | 1       | 0       | 0       | 1       | 0       | 2       | 1            | 0            | 1            | 0            | 2            | 2            | 2      | 0      | 1      | 1      | 2      | 4      | -2  |
| Coppa Italia |       | 2       | 1       | 0       | 1       | 4       | 3       |              |              |              |              |              |              | 2      | 1      | 0      | 1      | 4      | 3      | +1  |
| Totale       | -     | 24      | 10      | 7       | 7       | 27      | 23      | 22           | 1            | 8            | 13           | 19           | 42           | 46     | 11     | 15     | 20     | 46     | 65     | -19 |

### Statistiche dei giocatori
| Giocatore      | Serie B  | Serie B | Serie B     | Serie B    | Play-out | Play-out | Play-out    | Play-out   | Coppa Italia | Coppa Italia | Coppa Italia | Coppa Italia | Totale   | Totale | Totale      | Totale     |
| Giocatore      | Presenze | Reti    | Ammonizioni | Espulsioni | Presenze | Reti     | Ammonizioni | Espulsioni | Presenze     | Reti         | Ammonizioni  | Espulsioni   | Presenze | Reti   | Ammonizioni | Espulsioni |
| -------------- | -------- | ------- | ----------- | ---------- | -------- | -------- | ----------- | ---------- | ------------ | ------------ | ------------ | ------------ | -------- | ------ | ----------- | ---------- |
| A. Bastrini    | 12       | 0       | 3           | 1          | -        | -        | -           | -          | 2            | 0            | 1            | 0            | 14       | 0      | 4           | 1          |
| M. Beye        | -        | -       | -           | -          | 1        | 0        | 1           | 0          | -            | -            | -            | -            | 1        | 0      | 1           | 0          |
| D. Buzzegoli   | 29       | 2       | 4           | 0          | -        | -        | -           | -          | 2            | 0            | 0            | 0            | 31       | 2      | 4           | 0          |
| A. Casarini    | -        | -       | -           | -          | -        | -        | -           | -          | 1            | 0            | 0            | 0            | 1        | 0      | 0           | 0          |
| G. Comi        | 13       | 1       | 3           | 0          | -        | -        | -           | -          | 1            | 1            | 1            | 0            | 14       | 2      | 4           | 0          |
| A. Crescenzi   | 19       | 0       | 1           | 0          | 2        | 0        | 1           | 0          | -            | -            | -            | -            | 21       | 0      | 2           | 0          |
| L. Dickmann    | -        | -       | -           | -          | 1        | 0        | 0           | 0          | -            | -            | -            | -            | 1        | 0      | 0           | 0          |
| P. Faragò      | 35       | 4       | 10          | 1          | 2        | 0        | 0           | 0          | 2            | 2            | 0            | 0            | 39       | 6      | 10          | 1          |
| G. Genevier    | 13       | 0       | 1           | 0          | 2        | 0        | 0           | 0          | -            | -            | -            | -            | 15       | 0      | 1           | 0          |
| P. Golubović   | 4        | 0       | 1           | 0          | -        | -        | -           | -          | -            | -            | -            | -            | 4        | 0      | 1           | 0          |
| P.A. González  | 34       | 6       | 7           | 0          | 2        | 2        | 0           | 0          | 2            | 1            | 0            | 0            | 38       | 9      | 7           | 0          |
| P. Iemmello    | 4        | 1       | 0           | 0          | -        | -        | -           | -          | -            | -            | -            | -            | 4        | 1      | 0           | 0          |
| Z. Josipović   | 4        | 0       | 0           | 0          | -        | -        | -           | -          | -            | -            | -            | -            | 4        | 0      | 0           | 0          |
| G. Katidis     | 10       | 0       | 1           | 0          | -        | -        | -           | -          | -            | -            | -            | -            | 10       | 0      | 1           | 0          |
| T. Košický     | 39       | -51     | 2           | 0          | 1        | -2       | 0           | 0          | 2            | -3           | 0            | 0            | 42       | -56    | 2           | 0          |
| A. Lambrughi   | 19       | 0       | 3           | 0          | 2        | 0        | 1           | 0          | -            | -            | -            | -            | 21       | 0      | 4           | 0          |
| S. Laner       | 7        | 0       | 1           | 0          | -        | -        | -           | -          | -            | -            | -            | -            | 7        | 0      | 1           | 0          |
| F. Lazzari     | 32       | 3       | 6           | 0          | 2        | 0        | 2           | 0          | 1            | 0            | 0            | 0            | 35       | 3      | 8           | 0          |
| M. Lepiller    | 22       | 1       | 1           | 0          | -        | -        | -           | -          | -            | -            | -            | -            | 22       | 1      | 1           | 0          |
| C. Ludi        | 24       | 1       | 8           | 0          | -        | -        | -           | -          | 2            | 0            | 0            | 0            | 26       | 1      | 8           | 0          |
| J. Manconi     | 20       | 2       | 2           | 0          | 2        | 0        | 0           | 0          | 1            | 0            | 0            | 0            | 23       | 2      | 2           | 0          |
| F. Marianini   | 28       | 0       | 3           | 0          | 1        | 0        | 0           | 0          | -            | -            | -            | -            | 29       | 0      | 3           | 0          |
| J.A. Martínez  | -        | -       | -           | -          | 1        | 0        | 0           | 0          | -            | -            | -            | -            | 1        | 0      | 0           | 0          |
| L. Montipò     | 2        | -5      | 0           | 0          | 1        | -2       | 0           | 0          | -            | -            | -            | -            | 3        | -7     | 0           | 0          |
| D. Mori        | 12       | 0       | 2           | 0          | -        | -        | -           | -          | -            | -            | -            | -            | 12       | 0      | 2           | 0          |
| V. Nava        | 9        | 0       | 1           | 0          | -        | -        | -           | -          | 1            | 0            | 0            | 0            | 10       | 0      | 1           | 0          |
| F. Parravicini | 3        | 0       | 0           | 0          | -        | -        | -           | -          | 1            | 0            | 0            | 0            | 4        | 0      | 0           | 0          |
| R. Perticone   | 33       | 0       | 15          | 1          | 2        | 0        | 0           | 0          | 2            | 0            | 1            | 0            | 37       | 0      | 16          | 1          |
| S. Pesce       | 28       | 0       | 12          | 1          | 2        | 0        | 1           | 0          | 1            | 0            | 0            | 0            | 31       | 0      | 13          | 1          |
| F. Pivkovski   | 1        | 0       | 0           | 0          | -        | -        | -           | -          | 1            | 0            | 0            | 0            | 2        | 0      | 0           | 0          |
| I. Potouridis  | 16       | 0       | 2           | 0          | 1        | 0        | 0           | 0          | 1            | 0            | 0            | 0            | 18       | 0      | 2           | 0          |
| U. Radaković   | 3        | 0       | 1           | 0          | -        | -        | -           | -          | -            | -            | -            | -            | 3        | 0      | 1           | 0          |
| M. Rigoni      | 26       | 3       | 3           | 0          | 2        | 0        | 0           | 0          | 2            | 0            | 0            | 0            | 30       | 3      | 3           | 0          |
| R. Rubino      | 24       | 7       | 3           | 0          | 1        | 0        | 0           | 0          | 1            | 0            | 0            | 0            | 26       | 7      | 3           | 0          |
| S. Salviato    | 17       | 0       | 3           | 0          | -        | -        | -           | -          | 2            | 0            | 0            | 0            | 19       | 0      | 3           | 0          |
| M. Sansovini   | 19       | 8       | 1           | 0          | -        | -        | -           | -          | -            | -            | -            | -            | 19       | 8      | 1           | 0          |
| L. Tomasig     | 1        | -2      | 0           | 0          | -        | -        | -           | -          | -            | -            | -            | -            | 1        | -2     | 0           | 0          |
| F. Vicari      | 24       | 0       | 4           | 0          | 1        | 0        | 0           | 0          | -            | -            | -            | -            | 25       | 0      | 4           | 0          |